# Gross Furkahorn
Das Gross Furkahorn ist ein 3169 m ü. M. hoher Berg in den südlichen Urner Alpen, nördlich des Furkapass. Über seinen Gipfel verläuft die Grenze der Schweizer Kantone Uri und Wallis.

## Geographische Lage
Das Gross Furkahorn liegt in einer von Norden nach Süden verlaufenden Bergkette, die vom Galenstock zum Furkapass herabzieht. Direkter nördlicher Nachbar ist das Sidelenhorn, nach Süden führt der Sidelengrat über die Sidelengratlücke (2958 m ü. M.) zum Klein Furkahorn. Westlich befindet sich der Rhonegletscher, nach Osten fällt ein Grat zum Sidelengletscher ab. Die Südwand gliedert sich in steile von Schuttbändern unterbrochene Platten, die sogenannten Wandfussplatten. Der eigentliche Gipfel besteht aus drei Felszacken.

## Gipfelrouten
Der Normalweg führt vom Hotel Belvédère am Rande des Rhonegletschers in die Westflanke, von dieser in eine Lücke südlich des Gipfels und in leichter Kletterei (II.–III. Grad) auf den Gipfel. Eine häufig begangene Klettertour im IV. Schwierigkeitsgrad  verläuft über den Ostsüdost-Grat. Die Route ist mit Bohrhaken ausgestattet. Weitere zahlreiche Plaisier-Kletterrouten in unterschiedlichen Schwierigkeiten und Längen befinden sich in den Wandfussplatten.